# (55320) Busler
(55320) Busler est un astéroïde de la ceinture principale.

## Description
(55320) Busler est un astéroïde de la ceinture principale. Il fut découvert le 19 septembre 2001 à l'observatoire Goodricke-Pigott par Roy A. Tucker. Il présente une orbite caractérisée par un demi-grand axe de 2,98 UA, une excentricité de 0,06 et une inclinaison de 5,0° par rapport à l'écliptique.